# Garaeus signatus
Garaeus signatus là một loài bướm đêm trong họ Geometridae.